# Lucio Minucio Básilo

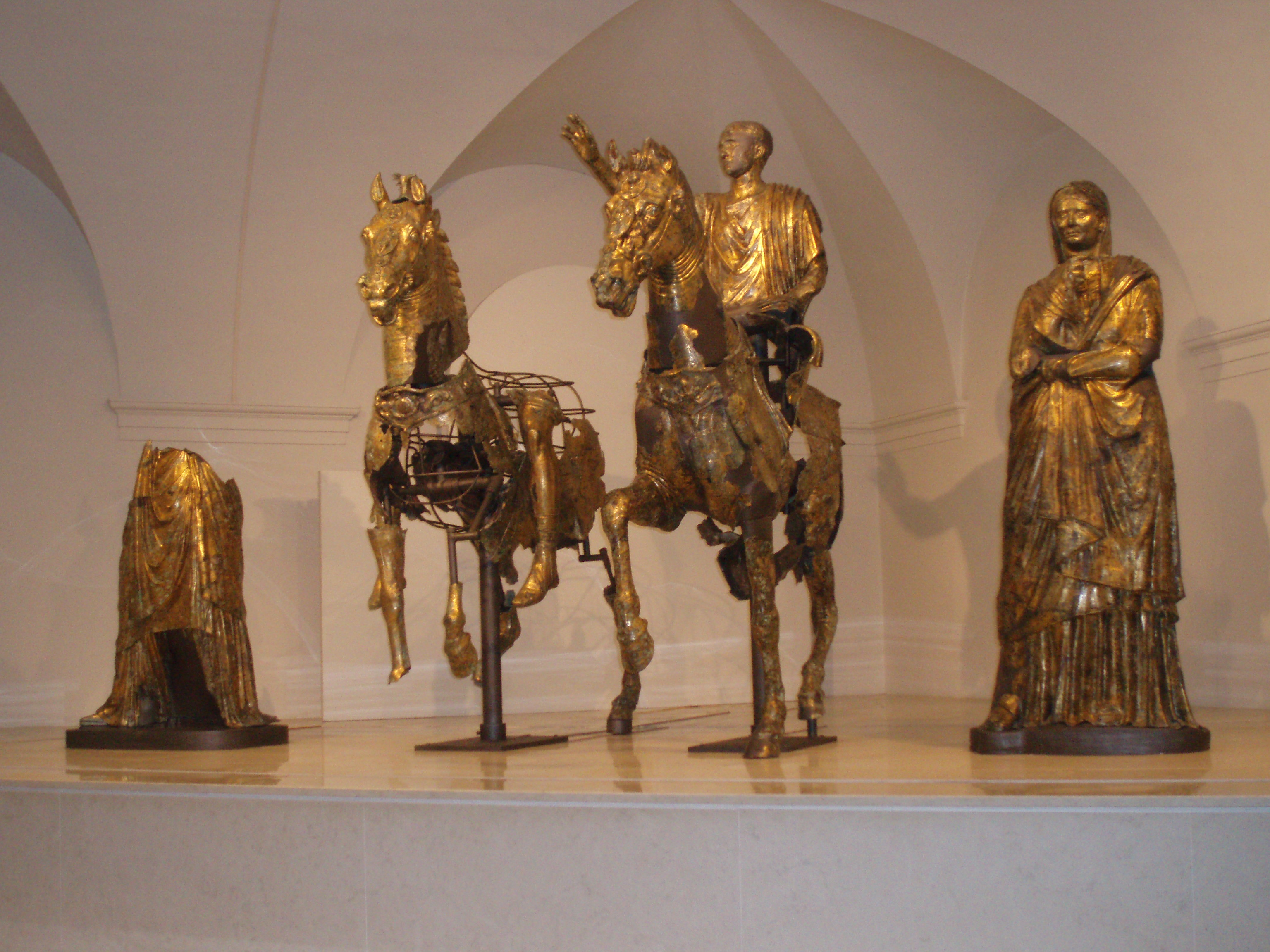
Bronces dorados de Cartoceto di Pergola. Se cree que una de ellas representa a Lucio Minucio Básilo

Lucio Minucio Básilo (en latín, Lucius Minucius Basilus; m. 43 a. C.) fue un comandante militar y político de finales de la República romana, un fiel partidario de Julio César, quien más tarde participó en el asesinato de César.

## Carrera política
Cuando se lo menciona por vez primera en los Comentarios a la guerra de las Galias (libro VI, 29.4), campaña de 53 a. C., Básilo debía ser prefecto de la caballería y marchó con toda la caballería por delante de César cuando este va desde el Rin, cruzando la Ardena, hasta el territorio de los nervios. Poco después (cap. 30.1), se señala que marchó directamente contra Ambíorix con algunos jinetes. Al año siguiente, 54 a. C., Básilo estaba al frente de una legión, y los manda, junto con la legión dirigida por el legado Gayo Fabio, a un campamento de invierno en territorio de los remos, donde estarían a salvo de los belóvacos (libro VII, 90.5). Posteriormente intervino del lado cesariano en la guerra civil, interviniendo en la batalla de Dirraquio.
Fue a Básilo a quien Cicerón escribió su primera nota excitada después de oír el exitoso asesinato de César. En las notas a las Cartas selectas de César, Básilo es descrito:

L. Minucio Básilo había sido un destacado oficial, probablemente un legatus bajo César en la Galia, y aparentemente sirvió también en la guerra civil. Fue, sin embargo, ofendido mortalmente porque César no le daría una provincia después de su pretura en el año 45 a. C., sino sólo una suma de dinero a cambio de sus servicios, y de esta manera se unió a la conspiración contra él. En el año 43 a. C. fue asesinado por algunos de sus propios esclavos a quienes había castigado con mutilación. Probablemente debería distinguirse de L. Minucio Básilo, que tomó el nombre (en lugar de M. Satrio) a su adopción por un tío rico, [y] del que se dice que asumió por la fuerza la posición de patronus sobre ciertas ciudades de Italia.

Básilo, que tenía el cargo de pretor, vio denegada su petición de alcanzar el gobierno de una provincia, y se consideró insultado al recibir de César dinero como compensación, por lo que se unió a la conspiración anticesariana.